# Puchar IBU w biathlonie 2016/2017
Puchar IBU w biathlonie 2016/2017 – dziewiąta edycja tego cyklu zawodów. Pierwsze starty odbędą się 25 listopada w norweskim Beitostølen, zaś ostatnie zawody odbyły się w estońskiej Otepie, 12 marca 2017 roku. Najważniejszą imprezą tego sezonu są Mistrzostwa Europy w Biathlonie, wliczane do klasyfikacji pucharu IBU.
Tytułów sprzed roku z bronią: Wśród kobiet Niemka Nadine Horchler, natomiast u mężczyzn Rosjanin Matwiej Jelisiejew.

## Wyniki

### Mężczyźni
| 1. Beitostølen, 25 – 27 listopada 2016 | 1. Beitostølen, 25 – 27 listopada 2016 | 1. Beitostølen, 25 – 27 listopada 2016 | 1. Beitostølen, 25 – 27 listopada 2016 | 1. Beitostølen, 25 – 27 listopada 2016 |
| Data                                   | Konkurencja                            | miejsce                                | miejsce                                | miejsce                                |
| -------------------------------------- | -------------------------------------- | -------------------------------------- | -------------------------------------- | -------------------------------------- |
| 25 listopada                           | Sprint na 10 km                        | Vetle Sjåstad Christiansen             | Roman Rees                             | Vegard Gjermundshaug                   |
| 26 listopada                           | Sprint na 10 km                        | Matwiej Jelisiejew                     | Dmitrij Małyszko                       | Henrik L’Abée-Lund                     |

| 2. Ridnaun, 8 – 11 grudnia 2016 | 2. Ridnaun, 8 – 11 grudnia 2016 | 2. Ridnaun, 8 – 11 grudnia 2016 | 2. Ridnaun, 8 – 11 grudnia 2016 | 2. Ridnaun, 8 – 11 grudnia 2016 |
| Data                            | Konkurencja                     | miejsce                         | miejsce                         | miejsce                         |
| ------------------------------- | ------------------------------- | ------------------------------- | ------------------------------- | ------------------------------- |
| 10 grudnia                      | Sprint na 10 km                 | Fredrik Gjesbakk                | Aleksiej Wołkow                 | David Komatz                    |
| 11 grudnia                      | Bieg pościgowy na 12,5 km       | Aristide Bègue                  | Aleksiej Wołkow                 | Fredrik Gjesbakk                |

| 3. Obertilliach, 16 – 17 grudnia 2016 | 3. Obertilliach, 16 – 17 grudnia 2016 | 3. Obertilliach, 16 – 17 grudnia 2016 | 3. Obertilliach, 16 – 17 grudnia 2016 | 3. Obertilliach, 16 – 17 grudnia 2016 |
| Data                                  | Konkurencja                           | miejsce                               | miejsce                               | miejsce                               |
| ------------------------------------- | ------------------------------------- | ------------------------------------- | ------------------------------------- | ------------------------------------- |
| 16 grudnia                            | Bieg indywidualny na 20 km            | Antonin Guigonnat                     | Jurij Szopin                          | Florian Graf                          |
| 17 grudnia                            | Sprint na 10 km                       | Henrik L’Abée-Lund                    | Vetle Sjåstad Christiansen            | Philipp Nawrath                       |

| 4. Martell-Val Martello, 5 – 8 stycznia 2017 | 4. Martell-Val Martello, 5 – 8 stycznia 2017 | 4. Martell-Val Martello, 5 – 8 stycznia 2017 | 4. Martell-Val Martello, 5 – 8 stycznia 2017 | 4. Martell-Val Martello, 5 – 8 stycznia 2017 |
| Data                                         | Konkurencja                                  | miejsce                                      | miejsce                                      | miejsce                                      |
| -------------------------------------------- | -------------------------------------------- | -------------------------------------------- | -------------------------------------------- | -------------------------------------------- |
| 5 stycznia                                   | Sprint na 10 km                              | Andreas Dahlø Wærnes                         | Nikolaus Leitinger                           | Aleksandr Powarnicyn                         |
| 7 stycznia                                   | Sprint na 10 km                              | Aleksandr Łoginow                            | Martin Femsteinevik                          | Michael Willeitner                           |
| 8 stycznia                                   | Bieg pościgowy na 12,5 km                    | Aleksandr Łoginow                            | Émilien Jacquelin                            | Michael Willeitner                           |

| 5. Arber, 12 – 14 stycznia 2017 | 5. Arber, 12 – 14 stycznia 2017 | 5. Arber, 12 – 14 stycznia 2017 | 5. Arber, 12 – 14 stycznia 2017 | 5. Arber, 12 – 14 stycznia 2017 |
| Data                            | Konkurencja                     | miejsce                         | miejsce                         | miejsce                         |
| ------------------------------- | ------------------------------- | ------------------------------- | ------------------------------- | ------------------------------- |
| 13 stycznia                     | Bieg indywidualny na 20 km      | Aleksandr Łoginow               | Jeremy Finello                  | Michaił Kleczerow               |

| 6. Osrblie, 3 – 5 lutego 2017 | 6. Osrblie, 3 – 5 lutego 2017 | 6. Osrblie, 3 – 5 lutego 2017 | 6. Osrblie, 3 – 5 lutego 2017 | 6. Osrblie, 3 – 5 lutego 2017 |
| Data                          | Konkurencja                   | miejsce                       | miejsce                       | miejsce                       |
| ----------------------------- | ----------------------------- | ----------------------------- | ----------------------------- | ----------------------------- |
| 3 lutego                      | Sprint na 10 km               | Aleksiej Wołkow               | Fredrik Gjesbakk              | Dmitrij Małyszko              |
| 4 lutego                      | Bieg pościgowy na 12,5 km     | Kristoffer Skjelvik           | Tarjei Bø                     | Timur Machambetow             |

| 7. Kontiolahti, 2 – 5 marca 2017 | 7. Kontiolahti, 2 – 5 marca 2017 | 7. Kontiolahti, 2 – 5 marca 2017 | 7. Kontiolahti, 2 – 5 marca 2017 | 7. Kontiolahti, 2 – 5 marca 2017 |
| Data                             | Konkurencja                      | miejsce                          | miejsce                          | miejsce                          |
| -------------------------------- | -------------------------------- | -------------------------------- | -------------------------------- | -------------------------------- |
| 2 marca                          | Bieg indywidualny na 20 km       | Ondřej Moravec                   | Aleksiej Wołkow                  | Daniel Mesotitsch                |
| 4 marca                          | Sprint na 10 km                  | Aleksandr Powarnicyn             | Aleksandr Łoginow                | Rusłan Tkałenko                  |
| 5 marca                          | Bieg pościgowy na 12,5 km        | Aleksandr Łoginow                | Ondřej Moravec                   | Håvard Bogetveit                 |

| 8. Otepää, 8 – 12 marca 2017 | 8. Otepää, 8 – 12 marca 2017 | 8. Otepää, 8 – 12 marca 2017 | 8. Otepää, 8 – 12 marca 2017 | 8. Otepää, 8 – 12 marca 2017 |
| Data                         | Konkurencja                  | miejsce                      | miejsce                      | miejsce                      |
| ---------------------------- | ---------------------------- | ---------------------------- | ---------------------------- | ---------------------------- |
| 9 marca                      | Sprint na 10 km              | Aleksandr Łoginow            | Aleksiej Wołkow              | Henrik L’Abée-Lund           |
| 11 marca                     | Sprint na 10 km              | Aleksandr Łoginow            | Henrik L’Abée-Lund           | Martin Jäger                 |

### Kobiety
| 1. Beitostølen, 25 – 27 listopada 2016 | 1. Beitostølen, 25 – 27 listopada 2016 | 1. Beitostølen, 25 – 27 listopada 2016 | 1. Beitostølen, 25 – 27 listopada 2016 | 1. Beitostølen, 25 – 27 listopada 2016 |
| Data                                   | Konkurencja                            | miejsce                                | miejsce                                | miejsce                                |
| -------------------------------------- | -------------------------------------- | -------------------------------------- | -------------------------------------- | -------------------------------------- |
| 25 listopada                           | Sprint na 7,5 km                       | Denise Herrmann                        | Dzinara Alimbiekawa                    | Jekatierina Głazyrina                  |
| 26 listopada                           | Sprint na 7,5 km                       | Markéta Davidová                       | Nadine Horchler                        | Denise Herrmann                        |

| 2. Ridnaun, 8 – 11 grudnia 2016 | 2. Ridnaun, 8 – 11 grudnia 2016 | 2. Ridnaun, 8 – 11 grudnia 2016 | 2. Ridnaun, 8 – 11 grudnia 2016 | 2. Ridnaun, 8 – 11 grudnia 2016 |
| Data                            | Konkurencja                     | miejsce                         | miejsce                         | miejsce                         |
| ------------------------------- | ------------------------------- | ------------------------------- | ------------------------------- | ------------------------------- |
| 10 grudnia                      | Sprint na 7,5 km                | Anastasija Merkuszyna           | Uljana Kajszewa                 | Karolin Horchler                |
| 11 grudnia                      | Bieg pościgowy na 10 km         | Uljana Kajszewa                 | Karolin Horchler                | Nadine Horchler                 |

| 3. Obertilliach, 16 – 17 grudnia 2016 | 3. Obertilliach, 16 – 17 grudnia 2016 | 3. Obertilliach, 16 – 17 grudnia 2016 | 3. Obertilliach, 16 – 17 grudnia 2016 | 3. Obertilliach, 16 – 17 grudnia 2016 |
| Data                                  | Konkurencja                           | miejsce                               | miejsce                               | miejsce                               |
| ------------------------------------- | ------------------------------------- | ------------------------------------- | ------------------------------------- | ------------------------------------- |
| 16 grudnia                            | Bieg indywidualny na 15 km            | Karolin Horchler                      | Coline Varcin                         | Darja Wirołajnen                      |
| 17 grudnia                            | Sprint na 7,5 km                      | Darja Wirołajnen                      | Uljana Kajszewa                       | Anna Nikulina                         |

| 4. Martell-Val Martello, 5 – 8 stycznia 2017 | 4. Martell-Val Martello, 5 – 8 stycznia 2017 | 4. Martell-Val Martello, 5 – 8 stycznia 2017 | 4. Martell-Val Martello, 5 – 8 stycznia 2017 | 4. Martell-Val Martello, 5 – 8 stycznia 2017 |
| Data                                         | Konkurencja                                  | miejsce                                      | miejsce                                      | miejsce                                      |
| -------------------------------------------- | -------------------------------------------- | -------------------------------------------- | -------------------------------------------- | -------------------------------------------- |
| 5 stycznia                                   | Sprint na 7,5 km                             | Fabienne Hartweger                           | Swietłana Slepcowa                           | Julia Simon                                  |
| 7 stycznia                                   | Sprint na 7,5 km                             | Julia Simon                                  | Darja Wirołajnen                             | Baiba Bendika                                |
| 8 stycznia                                   | Bieg pościgowy na 10 km                      | Darja Wirołajnen                             | Irina Starych                                | Wiktorija Sliwko                             |

| 5. Arber, 12 – 14 stycznia 2017 | 5. Arber, 12 – 14 stycznia 2017 | 5. Arber, 12 – 14 stycznia 2017 | 5. Arber, 12 – 14 stycznia 2017 | 5. Arber, 12 – 14 stycznia 2017 |
| Data                            | Konkurencja                     | miejsce                         | miejsce                         | miejsce                         |
| ------------------------------- | ------------------------------- | ------------------------------- | ------------------------------- | ------------------------------- |
| 13 stycznia                     | Bieg indywidualny na 15 km      | Irina Starych                   | Darja Wirołajnen                | Swietłana Slepcowa              |

| 6. Osrblie, 3 – 5 lutego 2017 | 6. Osrblie, 3 – 5 lutego 2017 | 6. Osrblie, 3 – 5 lutego 2017 | 6. Osrblie, 3 – 5 lutego 2017 | 6. Osrblie, 3 – 5 lutego 2017 |
| Data                          | Konkurencja                   | miejsce                       | miejsce                       | miejsce                       |
| ----------------------------- | ----------------------------- | ----------------------------- | ----------------------------- | ----------------------------- |
| 3 lutego                      | Sprint na 7,5 km              | Denise Herrmann               | Darja Wirołajnen              | Paulína Fialková              |
| 4 lutego                      | Bieg pościgowy na 10 km       | Darja Wirołajnen              | Lea Johanidesová              | Denise Herrmann               |

| 7. Kontiolahti, 2 – 5 marca 2017 | 7. Kontiolahti, 2 – 5 marca 2017 | 7. Kontiolahti, 2 – 5 marca 2017 | 7. Kontiolahti, 2 – 5 marca 2017 | 7. Kontiolahti, 2 – 5 marca 2017 |
| Data                             | Konkurencja                      | miejsce                          | miejsce                          | miejsce                          |
| -------------------------------- | -------------------------------- | -------------------------------- | -------------------------------- | -------------------------------- |
| 2 marca                          | Bieg indywidualny na 15 km       | Jekatierina Szumiłowa            | Uljana Kajszewa                  | Olga Alifiravets                 |
| 4 marca                          | Sprint na 7,5 km                 | Darja Wirołajnen                 | Jekatierina Szumiłowa            | Wiktorija Sliwko                 |
| 5 marca                          | Bieg pościgowy na 10 km          | Anna Weidel                      | Wiktorija Sliwko                 | Uljana Kajszewa                  |

| 8. Otepää, 8 – 12 marca 2017 | 8. Otepää, 8 – 12 marca 2017 | 8. Otepää, 8 – 12 marca 2017 | 8. Otepää, 8 – 12 marca 2017 | 8. Otepää, 8 – 12 marca 2017 |
| Data                         | Konkurencja                  | miejsce                      | miejsce                      | miejsce                      |
| ---------------------------- | ---------------------------- | ---------------------------- | ---------------------------- | ---------------------------- |
| 9 marca                      | Sprint na 7,5 km             | Anastasija Zagorujko         | Julia Schwaiger              | Anna Nikulina                |
| 11 marca                     | Sprint na 7,5 km             | Enora Latuillière            | Julia Simon                  | Anna Nikulina                |

### Sztafety mieszane
| 1. Beitostølen, 25 – 27 listopada 2016 | 1. Beitostølen, 25 – 27 listopada 2016 | 1. Beitostølen, 25 – 27 listopada 2016 | 1. Beitostølen, 25 – 27 listopada 2016 | 1. Beitostølen, 25 – 27 listopada 2016 |
| Data                                   | Konkurencja                            | miejsce                                | miejsce                                | miejsce                                |
| -------------------------------------- | -------------------------------------- | -------------------------------------- | -------------------------------------- | -------------------------------------- |
| 27 listopada                           | Pojedyncza sztafeta mieszana           | Zawody odwołane                        | Zawody odwołane                        | Zawody odwołane                        |
| 27 listopada                           | Sztafeta mieszana 2 * 6 + 2 * 7,5 km   | Zawody odwołane                        | Zawody odwołane                        | Zawody odwołane                        |

| 2. Ridnaun, 8 – 11 grudnia 2016 | 2. Ridnaun, 8 – 11 grudnia 2016      | 2. Ridnaun, 8 – 11 grudnia 2016                                              | 2. Ridnaun, 8 – 11 grudnia 2016                                                  | 2. Ridnaun, 8 – 11 grudnia 2016                                            |
| Data                            | Konkurencja                          | miejsce                                                                      | miejsce                                                                          | miejsce                                                                    |
| ------------------------------- | ------------------------------------ | ---------------------------------------------------------------------------- | -------------------------------------------------------------------------------- | -------------------------------------------------------------------------- |
| 8 grudnia                       | Pojedyncza sztafeta mieszana         | Ukraina Anastasija Merkuszyna · Artem Tyszczenko                             | Rosja Olga Szestierikowa · Aleksiej Wołkow                                       | Francja Coline Varcin · Émilien Jacquelin                                  |
| 8 grudnia                       | Sztafeta mieszana 2 * 6 + 2 * 7,5 km | Rosja Wiktorija Sliwko · Uljana Kajszewa · Siemen Suchiłow · Aleksiej Slepow | Francja Chloé Chevalier · Enora Latuillière · Aristide Bègue · Antonin Guigonnat | Niemcy Nadine Horchler · Denise Herrmann · Lukas Rombach · Matthias Bischl |

| 5. Arber, 12 – 14 stycznia 2017 | 5. Arber, 12 – 14 stycznia 2017      | 5. Arber, 12 – 14 stycznia 2017 | 5. Arber, 12 – 14 stycznia 2017 | 5. Arber, 12 – 14 stycznia 2017 |
| Data                            | Konkurencja                          | miejsce                         | miejsce                         | miejsce                         |
| ------------------------------- | ------------------------------------ | ------------------------------- | ------------------------------- | ------------------------------- |
| 14 stycznia                     | Pojedyncza sztafeta mieszana         | Zawody odwołane                 | Zawody odwołane                 | Zawody odwołane                 |
| 14 stycznia                     | Sztafeta mieszana 2 * 6 + 2 * 7,5 km | Zawody odwołane                 | Zawody odwołane                 | Zawody odwołane                 |

| 8. Otepää, 8 – 12 marca 2017 | 8. Otepää, 8 – 12 marca 2017         | 8. Otepää, 8 – 12 marca 2017                                                              | 8. Otepää, 8 – 12 marca 2017                                                            | 8. Otepää, 8 – 12 marca 2017                                               |
| Data                         | Konkurencja                          | miejsce                                                                                   | miejsce                                                                                 | miejsce                                                                    |
| ---------------------------- | ------------------------------------ | ----------------------------------------------------------------------------------------- | --------------------------------------------------------------------------------------- | -------------------------------------------------------------------------- |
| 8 marca                      | Pojedyncza sztafeta mieszana         | Norwegia Thekla Brun-Lie · Martin Femsteinevik                                            | Szwecja Ingela Andersson · Tobias Arwidson                                              | Niemcy Anna Weidel · Dominic Reiter                                        |
| 8 marca                      | Sztafeta mieszana 2 * 6 + 2 * 7,5 km | Niemcy Karolin Horchler · Marion Deigentesch · Matthias Dorfer · David Zobel              | Norwegia Karoline Erdal · Sigrid Blistad Neraasen · Sindre Pettersen · Fredrik Gjesbakk | Ukraina Wita Semerenko · Jana Bondar · Andrij Dozenko · Rusłan Tkałenko    |
| 12 marca                     | Pojedyncza sztafeta mieszana         | Rosja Anna Nikulina · Jurij Szopin                                                        | Norwegia Thekla Brun-Lie · Kristoffer Skjelvik                                          | Szwecja Ingela Andersson · Tobias Arwidson                                 |
| 12 marca                     | Sztafeta mieszana 2 * 6 + 2 * 7,5 km | Norwegia Sigrid Blistad Neraasen · Rikke Andersen · Sindre Pettersen · Henrik L’Abée-Lund | Francja Julia Simon · Enora Latuillière · Arstide Bègue · Antonin Guigonnat             | Ukraina Julija Żurawok · Wita Semerenko · Rusłan Tkałenko · Andrij Dozenko |

## Klasyfikacje

### Mężczyźni
| Miejsce | Zawodnik                   | Punkty |
| ------- | -------------------------- | ------ |
| 1.      | Aleksiej Wołkow            | 713    |
| 2.      | Aleksandr Łoginow          | 705    |
| 3.      | Antonin Guigonnat          | 475    |
| 4.      | Kristoffer Skjelvik        | 461    |
| 5.      | Émilien Jacquelin          | 448    |
| 6.      | Fredrik Gjesbakk           | 393    |
| 7.      | Aristide Bègue             | 368    |
| 8.      | Martin Femsteinevik        | 353    |
| 9.      | Vetle Sjåstad Christiansen | 337    |
| 10.     | Jurij Szopin               | 335    |

| Miejsce | Zawodnik             | Punkty |
| ------- | -------------------- | ------ |
| 11.     | Tobias Arwidson      | 319    |
| 12.     | Timur Machambetow    | 301    |
| 13.     | Vegard Gjermundshaug | 298    |
| 14.     | David Komatz         | 295    |
| 15.     | Michael Willeitner   | 281    |
| 16.     | Tomáš Krupčík        | 276    |
| 17.     | Dmitrij Małyszko     | 275    |
| 18.     | Aleksandr Powarnicyn | 265    |
| 19.     | Philipp Nawrath      | 264    |
| 20.     | Aleksiej Slepow      | 263    |

| Miejsce | Zawodnik            | Punkty |
| ------- | ------------------- | ------ |
| 1.      | Aleksandr Łoginow   | 194    |
| 2.      | Aleksiej Wołkow     | 151    |
| 3.      | Antonin Guigonnat   | 138    |
| 4.      | Jurij Szopin        | 127    |
| 5.      | Kristoffer Skjelvik | 104    |
| 6.      | Émilien Jacquelin   | 98     |
| 7.      | Aleksiej Slepow     | 95     |
| 8.      | Tobias Arwidson     | 92     |
| 9.      | Aristide Bègue      | 83     |
| 10.     | Florian Graf        | 68     |

| Miejsce | Zawodnik                   | Punkty |
| ------- | -------------------------- | ------ |
| 1.      | Aleksiej Wołkow            | 370    |
| 2.      | Aleksandr Łoginow          | 331    |
| 3.      | Fredrik Gjesbakk           | 240    |
| 4.      | Antonin Guigonnat          | 240    |
| 5.      | Kristoffer Skjelvik        | 220    |
| 6.      | Émilien Jacquelin          | 211    |
| 7.      | Henrik L’Abée-Lund         | 210    |
| 8.      | Vegard Gjermundshaug       | 202    |
| 9.      | Vetle Sjåstad Christiansen | 201    |
| 10.     | Timur Machambetow          | 197    |

| Miejsce | Zawodnik            | Punkty |
| ------- | ------------------- | ------ |
| 1.      | Aleksiej Wołkow     | 212    |
| 2.      | Aleksandr Łoginow   | 180    |
| 3.      | Émilien Jacquelin   | 139    |
| 4.      | Kristoffer Skjelvik | 137    |
| 5.      | Fredrik Gjesbakk    | 124    |
| 6.      | Michael Willeitner  | 120    |
| 7.      | Timur Machambetow   | 104    |
| 8.      | Aristide Bègue      | 101    |
| 9.      | Martin Femsteinevik | 99     |
| 10.     | Tomáš Krupčík       | 99     |

| Miejsce | Kraj       | Punkty |
| ------- | ---------- | ------ |
| 1.      | Rosja      | 7383   |
| 2.      | Norwegia   | 7129   |
| 3.      | Niemcy     | 6497   |
| 4.      | Francja    | 6226   |
| 5.      | Austria    | 6108   |
| 6.      | Czechy     | 5881   |
| 7.      | Ukraina    | 5842   |
| 8.      | Szwecja    | 5813   |
| 9.      | Białoruś   | 5311   |
| 10.     | Szwajcaria | 5131   |

### Kobiety
| Miejsce | Zawodniczka       | Punkty |
| ------- | ----------------- | ------ |
| 1.      | Darja Wirołajnen  | 684    |
| 2.      | Anna Nikulina     | 591    |
| 3.      | Karolin Horchler  | 578    |
| 4.      | Uljana Kajszewa   | 471    |
| 5.      | Witkoria Sliwko   | 439    |
| 6.      | Enora Latuillière | 428    |
| 7.      | Nadine Horchler   | 347    |
| 8.      | Irina Starych     | 343    |
| 9.      | Denise Herrmann   | 338    |
| 10.     | Lea Johanidesová  | 336    |

| Miejsce | Zawodniczka           | Punkty |
| ------- | --------------------- | ------ |
| 11.     | Swietłana Mironowa    | 335    |
| 12.     | Annika Knoll          | 326    |
| 13.     | Julia Simon           | 324    |
| 14.     | Olga Alifiravets      | 309    |
| 15.     | Swietłana Slepcowa    | 305    |
| 16.     | Ingela Andersson      | 280    |
| 17.     | Jekatierina Szumiłowa | 269    |
| 18.     | Johanna Skottheim     | 261    |
| 19.     | Coline Varcin         | 260    |
| 20.     | Katharina Innerhofer  | 256    |

| Miejsce | Zawodniczka        | Punkty |
| ------- | ------------------ | ------ |
| 1.      | Karolin Horchler   | 160    |
| 2.      | Darja Wirołajnen   | 158    |
| 3.      | Enora Latuillière  | 124    |
| 4.      | Irina Starych      | 120    |
| 5.      | Elisabeth Högberg  | 104    |
| 6.      | Swietłana Slepcowa | 102    |
| 7.      | Ingela Andersson   | 102    |
| 8.      | Julija Żurawok     | 96     |
| 9.      | Olga Alifiravets   | 92     |
| 10.     | Chloé Chevalier    | 87     |

| Miejsce | Zawodniczka       | Punkty |
| ------- | ----------------- | ------ |
| 1.      | Anna Nikulina     | 379    |
| 2.      | Darja Wirołajnen  | 298    |
| 3.      | Karolin Horchler  | 276    |
| 4.      | Julia Simon       | 252    |
| 5.      | Uljana Kajszewa   | 234    |
| 6.      | Denise Herrmann   | 222    |
| 7.      | Enora Latuillière | 220    |
| 8.      | Nadine Horchler   | 208    |
| 9.      | Witkoria Sliwko   | 206    |
| 10.     | Nicole Gontier    | 194    |

| Miejsce | Zawodniczka        | Punkty |
| ------- | ------------------ | ------ |
| 1.      | Darja Wirołajnen   | 228    |
| 2.      | Witkoria Sliwko    | 168    |
| 3.      | Anna Nikulina      | 163    |
| 4.      | Uljana Kajszewa    | 151    |
| 5.      | Karolin Horchler   | 142    |
| 6.      | Irina Starych      | 114    |
| 7.      | Swietłana Mironowa | 114    |
| 8.      | Lea Johanidesová   | 111    |
| 9.      | Annika Knoll       | 103    |
| 10.     | Denise Herrmann    | 97     |

| Miejsce | Kraj       | Punkty |
| ------- | ---------- | ------ |
| 1.      | Rosja      | 7510   |
| 2.      | Niemcy     | 6773   |
| 3.      | Norwegia   | 6505   |
| 4.      | Francja    | 6182   |
| 5.      | Ukraina    | 6096   |
| 6.      | Szwecja    | 6071   |
| 7.      | Austria    | 5952   |
| 8.      | Czechy     | 5762   |
| 9.      | Białoruś   | 5698   |
| 10.     | Szwajcaria | 5093   |